# Ernst Barlach
Ernst Barlach, né le 2 janvier 1870 à Wedel et mort le 24 octobre 1938 à Rostock, est un sculpteur expressionniste allemand. Il a également travaillé comme concepteur, graveur et dramaturge. Il était belliciste avant la Première Guerre mondiale, mais sa participation à ce conflit a changé son point de vue et il est connu pour ses sculptures contre la guerre.

## Biographie
Ernst Barlach naît le 2 janvier 1870 à Wedel, dans le royaume de Prusse,
C'est dès sa plus jeune enfance que les talents d'écrivain et de peintre d'Ernst Barlach sont découverts. Il suit une formation de peintre et de sculpteur à Hambourg, puis étudie à l'Académie des Beaux-Arts de Dresde, auprès de Robert Diez, et à l'Académie Julian à Paris de 1895 à 1897. À partir de 1909, il reçoit une bourse pour étudier à Florence à la Villa Romana.
Après ses études artistiques, Barlach travaille d'abord en tant qu'artiste indépendant à partir de 1897. Il emménage dans sa ville d'origine, Wedel, en 1901, et commence ses premiers essais théâtraux. Il crée également de petites céramiques pour l'atelier de potier Mutz à Altona. Il est enseignant pendant six mois, en 1905, dans l'école de céramique de Höhr-Grenzhausen/Westerwald. En 1906, il entreprend un voyage en Russie, où il trouve l'authenticité qu'il cherchait. Il se met à sculpter des statuettes massives. Barlach commence à participer régulièrement à des expositions de la Sécession berlinoise à partir de 1910, sous le mécénat du collectionneur Paul Cassirer. Cette même année, il s'installe à Güstrow, dans le Mecklembourg, où il se fait construire un atelier et une maison répondant à ses besoins.
Les premières œuvres de Barlach entament déjà le dialogue avec l'humanité, ses conditions d'existence et sa position par rapport à la vie qui le caractérise. L'expérience de la Première Guerre mondiale, après son enrôlement en 1915, est fondatrice dans l'évolution de son œuvre.
C'est entre 1912 et 1927 que naissent ses principales œuvres dramatiques. En tant que sculpteur, Ernst Barlach crée surtout des monuments aux morts de la Première Guerre mondiale. Son premier monument aux victimes de la guerre, représentant la douleur des mères dont les fils sont morts, est érigé en 1922 à Güstrow. D'autres suivent à Kiel, Magdebourg et Hambourg. Ces derniers sont déplacés ou détruits en 1933. Certains sont réinstallés en 1945, comme ceux de la cathédrale de Güstrow, de Kiel ou de Magdebourg. Barlach est aussi connu pour ses sculptures en bois et en bronze et a également laissé énormément d'œuvres imprimées, dessinées ou écrites.
En 1932, l'exécution d'une Pietà pour la ville de Stralsund est empêchée du fait de l'action des cercles nazis. La campagne déchainée qui appelle au meurtre de l'artiste en 1934 entraine le démantèlement de son monument aux morts à Magdebourg, suivi de celui de Kiel en 1937 et de Hambourg en 1938. Barlach est contraint de quitter l'Académie prussienne des arts en 1937 et plus de 400 de ses œuvres sont retirées des musées allemands car elles sont considérées comme de l'art dégénéré. La même année, il est interdit d'exposition. Il était membre de l'association des artistes allemands Deutscher Künstlerbund. Son mémorial de Güstrow est fondu en 1941.
En signant l'« appel des artistes » du 19 août 1934 dans le journal officiel du parti nazi, Ernst Barlach reconnaissait pourtant qu'il adhérait à la politique menée par le Führer.
Ernst Barlach meurt d'un infarctus à Rostock le 24 octobre 1938, à l'âge de 68 ans. Il est enterré à Ratzebourg.

## Œuvres

### Sculptures
- Les œuvres d'Ernst Barlach sont visibles entre autres dans l'église Saint-Nicolas de Kiel ou dans l'église Sainte-Catherine de Lübeck.
- La majeure partie de ses œuvres se trouve aujourd'hui à Güstrow, dans la Gertrudenkapelle et dans la cathédrale. Son atelier de Güstrow se visite également.
- Les musées de la Société Ernst Barlach de Ratzebourg et de Wedel possèdent une belle collection de sculptures et de dessins de l'artiste.
- Une maison Ernst Barlach s'est également ouverte à Hambourg, dans le quartier de Othmarschen.

### Estampes
- Gruppe im Sturm (Groupe dans une tempête), 1919, gravure sur bois[2]
- Die Wandlungen Gottes (Les Métamorphoses de Dieu), 1922, livre d'artiste incluant sept estampes d'Ernst Barlach[3]

### Œuvres dramatiques

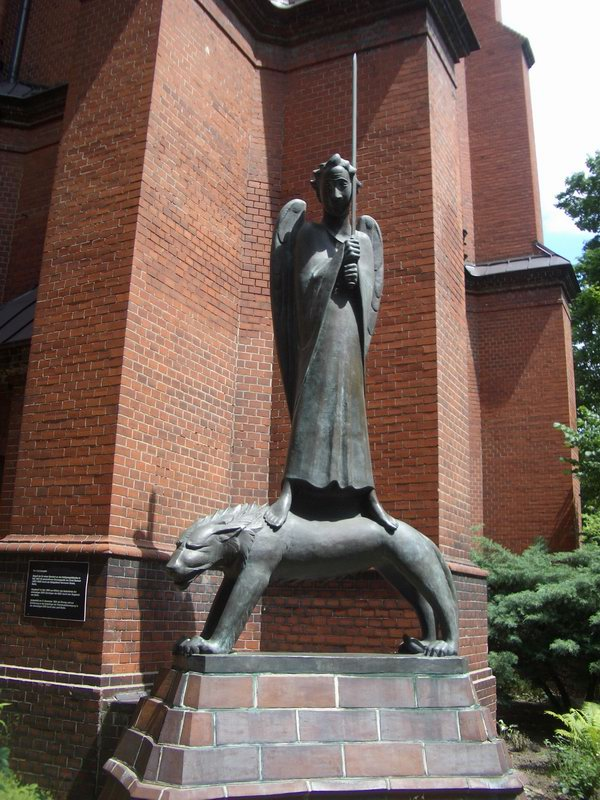
Der Geistkämpfer (L'esprit combattant), Nikolaikirche, Kiel
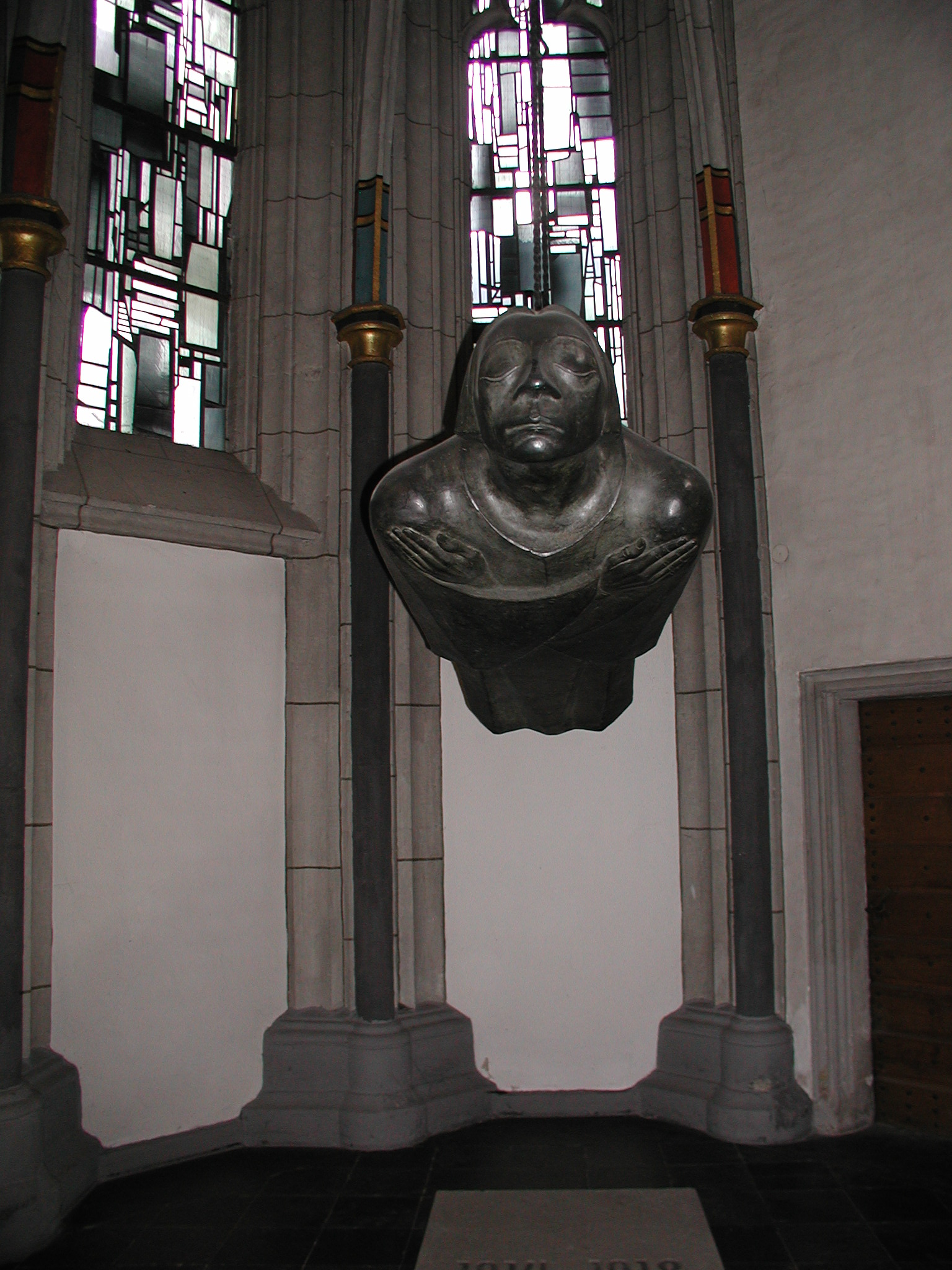
Schwebender Engel (Ange flottant), Antoniterkirche, Cologne